# David Holmes (músico)
David Holmes (Belfast; 14 de febrero de 1969) es un compositor norirlandés.
Era el menor de 10 hermanos y desde su adolescencia coleccionó álbumes de música hasta convertirse en DJ a los 15 años. Sus gustos musicales eran muy eclécticos, ya que escuchaba desde rock & blues y punk rock hasta jazz latino y música disco. Viajó a través de Inglaterra e Irlanda hasta conocer a David Ashley Beedle, con quien compuso la canción "De Niro", en 1992.

## Discografía
- This Film's Crap Let's Slash the Seats (1995)
- Let's Get Killed (1997)
- Essential Mix (1998)
- Stop Arresting Artists (1998)
- Bow Down to the Exit Sign (2000)
- Holmes on the Decks (2000)
- Come Get It I Got It (2002)
- David Holmes presents The Free Association (2002)
- The Holy Pictures (2008)
- The Dogs Are Parading (2010)

## Soundtracks
- Resurrection Man (1998)
- Out of Sight (1998)
- Buffalo Soldiers (2001)
- Ocean's Eleven (2001)
- Analyze That (2003)
- Código 46 (2003)
- Stander (2003)
- Ocean's Twelve (2004)
- The Good German (2006)
- Ocean's Thirteen (2007)
- Hunger (2008)
- The Girlfriend Experience (2009)
- Cherrybomb (2009)
- Perrier's Bounty (2009)
- The Edge (2010)
- The Shore (2011) (con Foy Vance)
- Haywire (2012)
- '71 (2014)
- Logan Lucky (2017)
- Mosaic (2018)
- Killing Eve (2018–2019)
- Black Bag (2024)